# Oorlog van de Duitse Bond

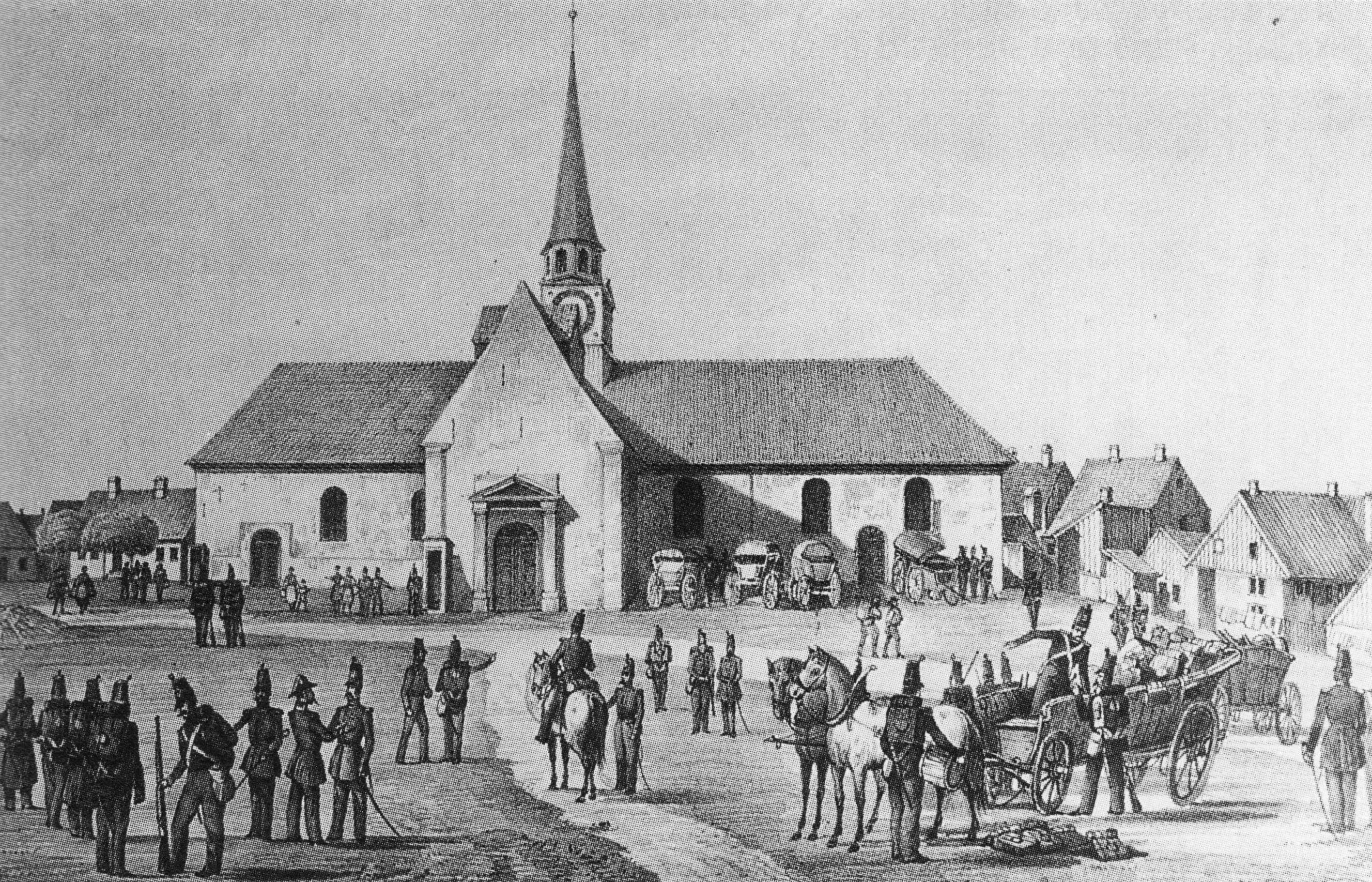
Bondsoorlog 1848: federaal / rijksleger in Apenrade in Sleeswijk

Een Oorlog van de Duitse Bond (of Bondsoorlog, Duits Bundeskrieg) was een oorlog waaraan de Duitse Bond deelnam. Ofschoon de Bond geen nationale staat was kon deze, volgens de Bundesakte, de oorlog verklaren en vrede sluiten. Het besluit werd genomen door de Bondsdag, de vertegenwoordiging van de deelstaten. De Bond had wel een federaal leger dat echter bestond uit contingenten uit de deelstaten. Een federaal opperbevelshebber werd alleen voor een concrete bondsoorlog benoemd.
Tijdens de Duitse Bond, dus van 1815 tot 1866, vond er maar een enkele bondsoorlog plaats: In de eerste oorlog om Sleeswijk-Holstein (1848-1850 of 1851) vochten federale troepen tegen Denemarken. Andere militaire conflicten in dat tijdperk waren, juridisch gezien, geen bondsoorlog.

## Bepalingen en maatregelingen
De Duitse Bond had de taak om zijn lidstaten tegen vreemde staten maar ook andere lidstaten te beschermen. In principe voorzag de Wiener Schlussakte van 1820 alleen oorlogen ter verdediging (art. 35). Maar de verwoording maakte ook oorlogen van preventieve of offensieve aard mogelijk. Het moest mogelijk zijn om een dreigende aanval te voorkomen. De Bond verbod aanvalsoorlogen, voor zichzelf en voor de lidstaten. Een lidstaat mocht verder niet neutraal blijven maar moest de Bond bijstaan met ten minste die militaire middelen die in het inschrijvingsregister bij de Bond waren vermeld. Een federale wet, de Bundeskriegsverfassung, hield de desbetreffende bepalingen in.
Op een conflict kon de Bond reageren met:
- diplomatieke steun wanneer een lidstaat die nodig had
- defensieve maatregelingen zoals de mobilisatie van het federaal leger, na een besluit van de Engere Rat van de Bondsdag
- de bondsoorlog, namelijk
  - als preventief terugslaan van een dreigende aanval, na besluit van het Plenum van de Bondsdag met 2/3-meerderheid
  - of als automatisch in kracht tredende oorlogstoestand na een aanval op het grondgebied van de Bond.[2]

Sommige lidstaten zoals Oostenrijk lagen met hun grondgebied maar gedeeltelijk binnen de grenzen van de Duitse Bond. In tijd van oorlog was de Bond alleen geïnvolveerd als inderdaad het bondsgebied betrokken was. Anders was de oorlog bundesfremd. De Engere Rat van de Bondsdag kon wel beslissen dat ook het bondsgebied in gevaar was.

## Wat geen bondsoorlog was
In de theorie waren dus bondsoorlogen te onderscheiden van oorlogen die aan de Bond vreemd waren. Bij een aanval op het bondsgebied bevond de Bond zich automatisch in oorlogstoestand, anders was er een besluit van de Bondsdag nodig. Maar in de realiteit was het nauwelijks mogelijk om dit verschil te maken. In een oorlog van Europese dimensies zou er geen scheidslijn uit te maken zijn geweest. Als de Bondsdag had gewacht totdat een oorlog met Oostenrijkse of Pruisische betrokkenheid het bondsgebied bereikte, dan was een effectieve defensie wellicht niet meer mogelijk geweest.
Géén bondsoorlog waren verder de Bundesexekution en de Bundesintervention. Een executie was gericht tegen een lidstaat die het bondsrecht schond door bijvoorbeeld een andere lidstaat aan te vallen. Een Bundesintervention kwam de regering van een lidstaat te hulp in het geval van een opstand.

## Militaire conflicten
Tijdens het bestaan van de Duitse Bond was er maar één bondsoorlog. De koning van Denemarken was tegelijkertijd hertog van Sleeswijk en hertog van Holstein. Volgens het verdrag van Ripen (1460) mochten beide hertogdommen niet van elkaar worden gescheiden. In maart 1848 kondigde de koning wel aan dat Sleeswijk onderdeel van het koninkrijk Denemarken moest worden. In Holstein richtten Duitstalige inwoners een regering op die de Bondsdag om hulp vroeg. Op 4 en 12 april besloot de Bondsdag dat Sleeswijk bezet zou worden. De Bondsdag keurde ook de maatregelingen van enkele Duitse staten zoals Pruisen goed. Het was het doel om de rechten van Holstein te verdedigen omdat Holstein een lidstaat van de Duitse Bond was.
De Bondsdag droeg zijn bevoegdheden in juli 1848 over aan de Reichsverweser van het revolutionair Duitse Rijk. Van de Reichsverweser nam de Bundeszentralkommission het over in december 1849. De bondsoorlog eindigde op 2 juli 1850 met een vrede, getekend door Pruisen in naam van de Bond. De oorlog in het noorden ging wel door tot 1851, de Sleeswijk-Holsteiners moesten echter zonder hulp van de Bond vechten.
De tweede oorlog om Sleeswijk-Holstein, de zogeheten Duits-Deense Oorlog van 1864, was géén bondsorlog. De Bondsdag besloot weliswaar een Bundesexekution tegen de hertog van Holstein (de Deense koning). De oorlog van Oostenrijk en Pruisen tegen Denemarken in hetzelfde jaar was een bundesfremder Krieg.
De Duitse Oorlog (of Pruisisch-Oostenrijkse Oorlog) van 1866 was uit Oostenrijks perspectief een Bundesexekution. Om precies te zijn ging het om een voorlopig maatregel tegen Pruisen dat Holstein was binnen gevallen. Pruisen zelf vond dat door het besluit van de Bondsdag tot deze maatregel het bondsrecht werd geschonden en dat de Duitse Bond niet meer bestond. Uit Pruisisch zicht was deze oorlog een gewone oorlog in de zin van het volkenrecht.
Een speciaal geval was de situatie tijdens de Krimoorlog. Toen bestond het gevaar dat Oostenrijk onderdeel van een militair conflict met Rusland werd. Oostenrijk en Pruisen sloten op 20 april 1854 een Schutz- und Trutzbündnis dat voor het gehele grondgebied van deze twee Europese mogendheden gold. De Duitse Bond trad toe bij deze alliantie (24 juli).
Maar in de Italiaanse Oorlog 1859 hinderde Pruisen de Duitse Bond aan de vaststelling dat het bondsgebied in gevaar was. Op die manier bleef deze oorlog een bundesfremde zaak waaraan als enige Duitse staat Oostenrijk was betrokken (met de Oostenrijkse gebieden in Noord-Italië).

## Voetnoten
1. ↑  Ernst Rudolf Huber: Deutsche Verfassungsgeschichte seit 1789. Deel I: Reform und Restauration 1789 bis 1830. 2e druk, Verlag W. Kohlhammer, Stuttgart [et al.] 1967, p. 607/608.
2. ↑  Ernst Rudolf Huber: Deutsche Verfassungsgeschichte seit 1789. Deel I: Reform und Restauration 1789 bis 1830. 2e druk, Verlag W. Kohlhammer, Stuttgart [et al.] 1967, p. 607.
3. ↑  Ernst Rudolf Huber: Deutsche Verfassungsgeschichte seit 1789. Deel I: Reform und Restauration 1789 bis 1830. 2e druk, Verlag W. Kohlhammer, Stuttgart [et al.] 1967, p. 608.
4. ↑  Ernst Rudolf Huber: Deutsche Verfassungsgeschichte seit 1789. Deel I: Reform und Restauration 1789 bis 1830. 2e druk, Verlag W. Kohlhammer, Stuttgart [et al.] 1967, p. 543.
5. ↑  Ernst Rudolf Huber: Deutsche Verfassungsgeschichte seit 1789. Deel I: Reform und Restauration 1789 bis 1830. 2e druk, Verlag W. Kohlhammer, Stuttgart [et al.] 1967, p. 669
6. ↑  Ernst Rudolf Huber: Deutsche Verfassungsgeschichte seit 1789. Deel I: Reform und Restauration 1789 bis 1830. 2e druk, Verlag W. Kohlhammer, Stuttgart [et al.] 1967, p. 608/609.
7. ↑  Michael Kotulla: Deutsche Verfassungsgeschichte. Vom Alten Reich bis Weimar (1495–1934). Springer, Berlijn 2008, p. 391.
8. ↑  Ernst Rudolf Huber: Deutsche Verfassungsgeschichte seit 1789. Band III: Bismarck und das Reich. 3e druk, W. Kohlhammer, Stuttgart et al. 1988, p. 543.
9. ↑  Ernst Rudolf Huber: Deutsche Verfassungsgeschichte seit 1789. Deel I: Reform und Restauration 1789 bis 1830. 2e druk, Verlag W. Kohlhammer, Stuttgart [et al.] 1967, p. 609.